# Diglossa plumbea
A Diglossa plumbea a madarak osztályának verébalakúak (Passeriformes) rendjébe és a tangarafélék (Thraupidae) családjába tartozó faj.

## Rendszerezése
A fajt Jean Cabanis német ornitológus írta le 1861-ben.

## Alfajai
- Diglossa plumbea plumbea Cabanis, 1861
- Diglossa plumbea veraguensis Griscom, 1927[2]

## Előfordulása
Costa Rica, Nicaragua és Panama területén honos. Természetes élőhelyei a szubtrópusi és trópusi magaslati cserjések, valamint másodlagos erdők és szántóföldek. Állandó, nem vonuló faj.

## Megjelenése
Testhossza 11 centiméter.
|  |  |

## Természetvédelmi helyzete
Az elterjedési területe kicsi, egyedszáma viszont stabil. A Természetvédelmi Világszövetség Vörös listáján nem fenyegetett fajként szerepel.